# 2012-es Open GDF Suez
A 2012-es Open GDF Suez az Open GDF Suez női tenisztorna huszadik versenye volt, amelyet február 6. és február 12. között rendeztek meg Párizsban. A torna Premier kategóriájú, összdíjazása 637 000 dollárt tett ki. Az egyéni főtáblán harminc játékos szerepelt, az első két kiemelt a második fordulóban kezdte meg a szereplést. A selejtezőben harminckettő játékos lépett pályára. A páros versenyen tizenhat pár indult el.

## Győztesek
Egyéniben a győzelmet a német Angelique Kerber szerezte meg, a fináléban a francia Marion Bartolit 7–6(3), 5–7, 6–3-ra legyőzve. Kerbernek ez volt az első WTA-győzelme pályafutása során, sikerének köszönhetően a világranglista 22. helyére ugrott, elérve pályafutása addigi legjobb helyezését.
A páros versenyt Liezel Huber és Lisa Raymond nyerte, miután a döntőben 7–6(3), 6–1-re legyőzték az Anna-Lena Grönefeld–Petra Martić-kettőst. Hubernek és Raymondnak ez volt az ötödik közösen megszerzett páros címük, előbbi játékosnak összességében a negyvenkilencedik, utóbbinak a hetvenötödik.

## Döntők

### Egyéni
Angelique Kerber –  Marion Bartoli 7–6(3), 5–7, 6–3

### Páros
Liezel Huber /  Lisa Raymond –  Anna-Lena Grönefeld /  Petra Martić 7–6(3), 6–1

## Világranglistapontok és pénzdíjazás

### Pontok
| Eredmény           | Egyéni | Páros |
| ------------------ | ------ | ----- |
| Győzelem           | 470    | 470   |
| Döntő              | 320    | 320   |
| Elődöntő           | 200    | 200   |
| Negyeddöntő        | 120    | 120   |
| 16 között          | 60(1)  | 1     |
| 32 között          | 1      | –     |
| Főtáblára jutás    | 20     | –     |
| Selejtező (döntő)  | 12     | –     |
| Selejtező (2. kör) | 8      | –     |
| Selejtező (1. kör) | 1      | –     |

### Pénzdíjazás
A torna összdíjazása 637 000 amerikai dollár volt. Az egyéni bajnok 107 000 dollárt, a győztes páros együttesen 33 000 dollárt kapott.
| Eredmény           | Egyéni    | Páros    |
| ------------------ | --------- | -------- |
| Győzelem           | 107 000 $ | 33 000 $ |
| Döntő              | 57 000 $  | 17 600 $ |
| Elődöntő           | 30 500 $  | 9600 $   |
| Negyeddöntő        | 16 375 $  | 4900 $   |
| 16 között          | 8800 $    | 2650 $   |
| 32 között          | 4800 $    | –        |
| Selejtező (döntő)  | 2550 $    | –        |
| Selejtező (2. kör) | 1375 $    | –        |
| Selejtező (1. kör) | 750 $     | –        |